# Зайчівське
Зайчівське — селище в Україні, у Мішково-Погорілівській сільській громаді Миколаївського району Миколаївської області. Населення становить 488 осіб.
Розташоване на правому березі річки Інгул на автошляху М14 (E58) між Тернівкою і Мішково-Погорілове.

## Населення
Згідно з переписом УРСР 1989 року чисельність наявного населення селища становила 537 осіб, з яких 264 чоловіки та 273 жінки.
За переписом населення України 2001 року в селищі мешкало 488 осіб.

### Мова
Розподіл населення за рідною мовою за даними перепису 2001 року:
| Мова       | Відсоток |
| ---------- | -------- |
| українська | 72,13 %  |
| російська  | 23,16 %  |
| болгарська | 2,66 %   |
| молдовська | 1,23 %   |
| білоруська | 0,82 %   |

## Аварія 19 січня 2019 року
Увечері 19 січня 2019 року поблизу села Зайчівське сталася ДТП: у зерновоза MAN відірвався причіп і збив з траси кросовер Kia Sorento, що їхав з Херсона, який злетів у кювет та загорівся. Азербайджанські підприємці брати Ширінови, які проїжджали повз, врятували з автомобіля, що палав, родину з трьох осіб.